# 荷西·加格拿
荷西·加格拿（西班牙語：José Gragera Amado，2000年11月30日—），是一名西班牙的職業足球運動員，司職中場，現效力於西甲球會愛斯賓奴外借至拉科魯尼亞。

## 俱樂部生涯

### 西班牙人
2023年1月31日，格拉赫拉與西甲球會愛斯賓奴簽訂了一份為期五年半的合約。
格拉赫拉在2023-24賽季成為常規首發，幫助皇家西班牙人重返頂級聯賽。
2025年7月30日，他以租借形式轉會至乙級聯賽球隊拉科魯尼亞，租借期為一年。

## 外部連結
- José Gragera在BDFutbol中的档案
- Soccerway資料庫：José Gragera